# Encabezamientos de materia
Una lista de encabezamientos de materia, abreviada LEM, es un lenguaje documental precoordinado y de estructura combinatoria o asociativa. Las LEM fueron creadas por Charles Ammi Cutter en 1876, pero fueron las elaboradas por Minnie Earl Sears quien ya en 1923 les dieron su formato actual.

## Estructura formal. Los encabezamientos
Estas listas alfabéticas están formadas por encabezamientos y subencabezamientos. Los encabezamientos consisten en una o varias palabras que representan conceptos, tratando de condensar el tema sobre el que trata el documento. Están constituidos por términos del lenguaje natural, por lo que los problemas semánticos y sintácticos se resuelven mediante el establecimiento de relaciones que dan coherencia a las listas y facilitan su control terminológico. Estas relaciones serían:
- Envío simple (V., Véase): reenvía de un término no aceptado en la lista a otro que sí lo está; relación realizada en casos de sinonimia...
- Explicación correlativa (U.p., Úsase por): precede a los términos o formas no aceptadas; se facilita el acceso bajo diferentes nombres.
- Referencias de orientación (V.a., Véase además): remite a otros encabezamientos bajo los cuales el usuario puede encontrar información complementaria a la que busca. Este reenvío es de doble dirección ya que abarca 2 relaciones semánticas distintas: Asociación, que indica otros temas relacionados con el que se busca, e inclusión, que conecta con temas más genéricos.
- Explicación correlativa (R.e.): indican encabezamientos más específicos.

## Clases de encabezamientos
Pueden ser simples o compuestos.
El encabezamiento simple expresa el tema en una sola palabra, generalmente un sustantivo. Puede representar nombres diversos, de instituciones o de personas. El sustantivo se usa en plural cuando se refiera a nombres concretos o contables; en singular se usa en ideas, conceptos abstractos, incontables, nombres de ciencias, técnicas, teorías...
El encabezamiento compuesto expresa el tema en dos o más palabras. Pueden ser dos nombres unidos con o sin conjunción copulativa (y), frases hechas o convencionales, o nombre y adjetivo, siempre y cuando se el adjetivo el que tiene la carga significativa.

## Subencabezamientos. Clases
Tanto los encabezamientos simples como los compuestos pueden ir acompañados de subencabezamientos para precisar la materia o delimitar su sentido. Se aplican con el fin de precoordinar conceptos, lo cual facilita la recuperación, pero no se deben de usar en exceso. Un guion (-) separa el subencabezamiento del encabezamiento.
Tipos:
- De materia: indica el punto de vista bajo el que es estudiado un tema.
- Topográfico: representa el lugar en donde se estudia la obra.
- Cronológico: representa el periodo histórico que estudia la obra.
- De forma: indica las formas de presentación del tema.

## Principios de uso de los encabezamientos
Hay 6 principios:
- Economía: evitar dar a un documento demasiados encabezamientos; tres son suficientes. Si el documento toca muchos temas específicos, se elige uno más genérico.
- Especificidad: el término escogido debe representar la materia correcta de la que trata el documento. No deben asignarse a la vez dos epígrafes en la misma obra, uno general y el otro específico. Es importante en este principio tener el cuenta el número de documentos de la colección.
- Lingüístico: los términos deben pertenecer al idioma habitual y respetar el orden natural de las expresiones.
- Uniformidad: cada materia tiene que ser siempre denominada de la misma manera. Cuando se produzca polisemia, será necesario precisar o eliminar la ambigüedad por medio de un modificador del sentido del encabezamiento.
- Uso: las reglas deben establecerse en función de la biblioteca y las necesidades del usuario, dependiendo así la elección de la terminología.
- Síntesis: hay que procurar reducir el contenido de un documento.